# Isiro
Isiro   este un oraș  în  partea de nord-est a Republicii Democrate Congo. Este reședința  provinciei  Haut-Uele.